# Marcus Williams (baloncestista de 1985)
Marcus Darrell Williams (Los Ángeles, California; 3 de diciembre de 1985) es un jugador de baloncesto estadounidense que se encuentra sin equipo. Con 1,91 metros de estatura, juega en el puesto de base.
Es primo del también baloncestista Brandon Jennings.

## Carrera

### Universidad
Durante su etapa universitaria Marcus era conocido como un base de mucho talento donde destacaba sus magníficas cualidades como pasador merced a su tremenda visión de juego y a su envidiable control del balón.
En su temporada sophomore, en la 2004-05, Williams promedió 9,6 puntos y 7,8 asistencias por encuentro. Fue nombrado el jugador más mejorado de la Big East Conference. Al acabar la temporada, Marcus se declaró elegible para el draft, pero decidió después pasar un año más en la NCAA.
En su año júnior Williams firmó 12,3 puntos (con un 86% desde el tiro libre) y 8,6 asistencias por encuentro. Aquel año firmó el primer triple doble de UConn en un encuentro de la Big East al acabar con 18 puntos, 10 rebotes y 13 asistencias frente a Notre Dame. Acabó promediando 20 puntos, 8,8 asistencias, con unos porcentajes en general, realmente fantásticos: 52% en tiros de campo, 56% en triples y 96% en tiros libres. Anotó su máximo (26 puntos) en un memorable encuentro frente a Washington. Marcus se consolidó, además, como uno de los jugadores más decisivos en los momentos finales de los partidos.

#### Controversia
Marcus fue el centro de la polémica cuando en el verano de 2005 se le acusó de vender cuatro ordenadores portátiles que supuestamente había robado de diferentes dormitorios en el campus de la universidad. A causa de este incidente, fue suspendido un semestre entero y no pudo jugar el primer encuentro de la temporada hasta enero de 2006, cuando ya se llevaban disputados 8 partidos de competición.

### Profesional

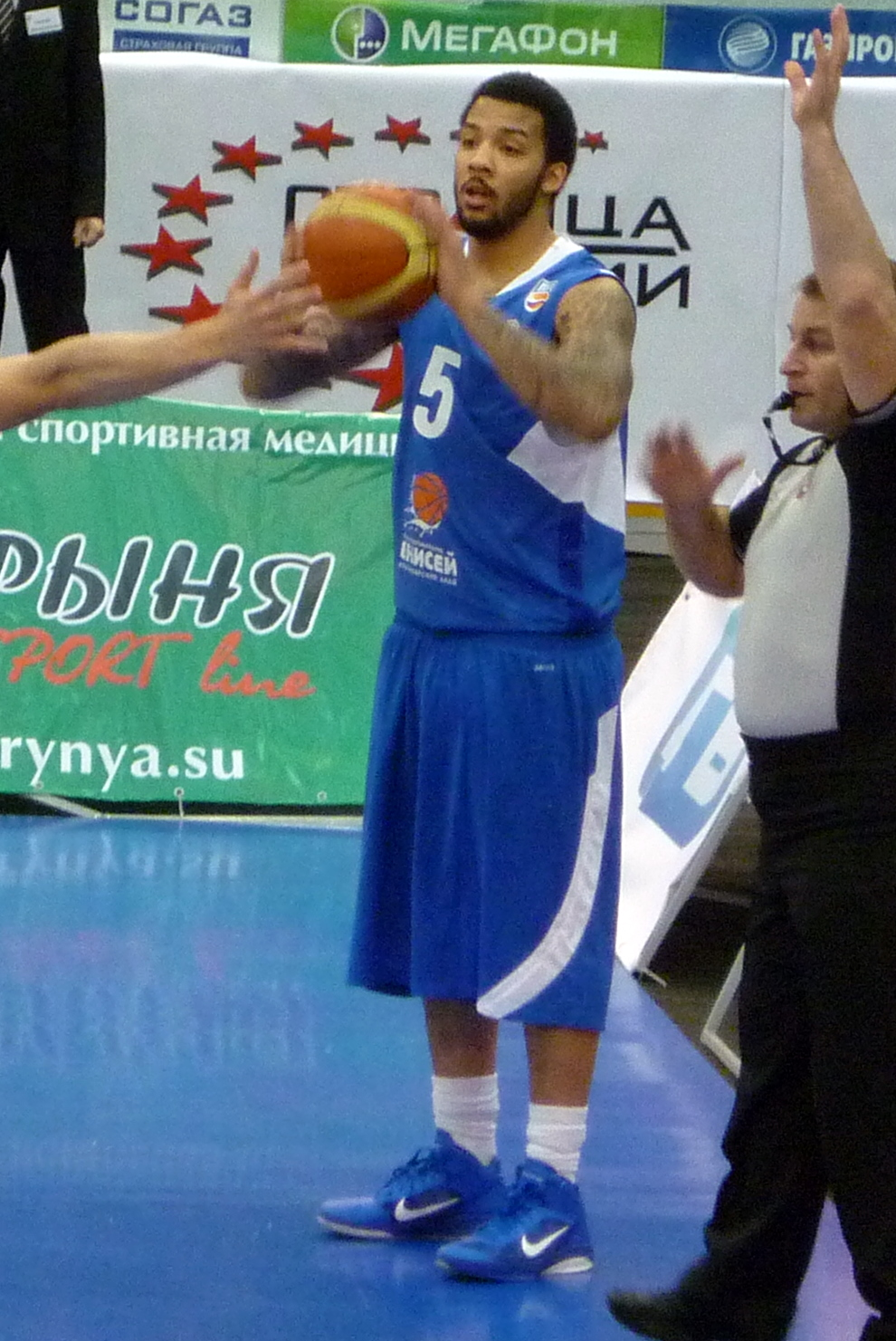
Marcus Williams con Enisey Krasnoyarsk en 2010.

Williams fue elegido en el puesto 22 del draft de 2006 por New Jersey Nets, considerado como uno de los robos del draft, pues muchos pensaban que podía salir en el top 10. Cuatro compañeros de equipo también fueron elegidos en ese mismo draft: Rudy Gay, Josh Boone, Hilton Armstrong y Denham Brown. Marcus Williams acabó su temporada rookie con promedios de 6,8 puntos y 3,3 asistencias por partido. Fue seleccionado para disputar el Rookie Challenge en el All Star de 2007. Al finalizar la temporada regular, Williams fue incluido en el mejor quinteto de rookies.
El 22 de julio de 2008 fue traspasado a Golden State Warriors a cambio de una primera ronda de draft.
Más recientemente, Williams jugó en la posición número 2 con el equipo de los Piratas de Quebradillas en la Liga de Baloncesto Superior de Nacional de Puerto Rico. Su participación fue crucial para la franquicia, que obtuvo la segunda posición durante la campaña regular. Anotó 15,7 puntos y repartió 8,6 asistencias por juego.
En 2010 el base de Connecticut daba el salto este año a Europa firmando por el Enisey Krasnoyarsk de la liga rusa. Tras pasar por New Jersey Nets, Golden State Warriors, Memphis Grizzlies y Pirata de Quebradillas de la liga de Puerto Rico. Sus números en el Enisey Krasnoyarsk fueron de 15,3 puntos, 3,6 rebotes y 6,8 asistencias han sido sus guarismos en la competición doméstica.
En 2011 firma con el UNICS Kazán de la liga rusa.
El 30 de julio de 2012 firma un contrato con el Unicaja Málaga por dos temporadas con opción a otra más.
En verano de 2013 ficha por el Lokomotiv Kuban de la liga rusa.
En la temporada 2014/15, realiza una buena temporada en el Estrella Roja. Al término de la temporada abandona el club serbio y es sancionado por dopaje, no podrá jugar hasta finales de noviembre después de su positivo en una prueba de drogas durante las finales de la liga serbia cuando era jugador del Estrella Roja. El 3 de noviembre de 2015, renueva con el equipo, pero en diciembre de 2015 se desvincula.
En verano de 2016, firma por el KK Buducnost, en el que promedió 10 puntos y 6 asistencias en Liga Adriática.
En marzo de 2017, abandona el club montenegrino y firma por el Cholet Basket, conociendo su decimosegundo equipo en 11 temporadas como profesional.
El 26 de septiembre de 2017 firma por los Sacramento Kings. Pero el 10 de octubre es cortado sin llegar a debutar. El 21 de octubre firma con los Reno Bighorns de la G League.
El 26 de abril de 2018, se anuncia su fichaje por el Piratas de Quebradillas de la Baloncesto Superior Nacional.
De cara a la temporada 2018–19, se une a los Stockton Kings. El 5 de febrero de 2019, es suspendido con 5 encuentros por violar el progaram antidrogas de la liga.

## Estadísticas de su carrera en la NBA

### Temporada regular
| Año     | Equipo       | PJ  | PT | MPP  | %TC  | %3P  | %TL  | RPP | APP | ROB | TPP | PPP |
| ------- | ------------ | --- | -- | ---- | ---- | ---- | ---- | --- | --- | --- | --- | --- |
| 2006-07 | New Jersey   | 79  | 2  | 16.6 | .395 | .282 | .847 | 2.1 | 3.3 | .4  | .0  | 6.8 |
| 2007-08 | New Jersey   | 53  | 7  | 16.1 | .379 | .380 | .787 | 1.9 | 2.6 | .5  | .1  | 5.9 |
| 2008-09 | Golden State | 9   | 0  | 6.0  | .235 | .333 | .333 | .4  | 1.4 | .1  | .1  | 1.3 |
| 2009-10 | Memphis      | 62  | 1  | 14.1 | .384 | .296 | .673 | 1.5 | 2.6 | .5  | .0  | 4.3 |
| Total   | Total        | 203 | 10 | 15.2 | .386 | .321 | .767 | 1.8 | 2.8 | .4  | .0  | 5.6 |

### Playoffs
| Año   | Equipo     | PJ | PT | MPP | %TC  | %3P  | %TL  | RPP | APP | ROB | TPP | PPP |
| ----- | ---------- | -- | -- | --- | ---- | ---- | ---- | --- | --- | --- | --- | --- |
| 2007  | New Jersey | 12 | 0  | 6.5 | .333 | .077 | .800 | .8  | 1.1 | .1  | .0  | 2.4 |
| Total | Total      | 12 | 0  | 6.5 | .333 | .077 | .800 | .8  | 1.1 | .1  | .0  | 2.4 |

## Vida personal
Sus padres son Kelly y Michelle Williams. Tiene una hermana menor, Marchelle.